# Tricount
tricount est une application qui permet d'organiser les dépenses de groupe appartenant à la banque néerlandaise bunq. Elle fonctionne sur Android et sur iPhone. Elle est créée initialement par la société belge du même nom en 2012.

## Histoire
Le projet d'application est lancé à Bruxelles en février 2010 au Betagroup #16[C'est-à-dire ?] par deux ingénieurs belges, Guillebert de Dorlodot et Jonathan Fallon. En avril 2022, tricount intègre le remboursement via la Directive sur les services de paiements (DSP 2), en partenariat avec Mastercard. Cette intégration permet à ses utilisateurs belges de se rembourser après avoir faits leurs comptes au moyen de l'application. Le 3 mai 2022, la néobanque néerlandaise bunq annonce racheter l'application tricount dans son objectif de poursuivre son développement en Europe ; le montant de la transaction s'élève à 17 millions d'euros. tricount possède alors des utilisateurs en France, en Belgique, en Espagne, en Allemagne et en Italie.

## Fonctionnement
Chaque utilisateur indique ce qu'il dépense pour le groupe, et l'application calcule ce que chacun doit pour équilibrer le total,.
L'application n'est pas payante et comporte de la publicité et une option premium. L'application ne permet pas de réaliser des remboursements entre participants à la clôture des comptes.

## Notoriété
Le nombre d'utilisateurs de tricount s'élève à deux millions de personnes de 2018 à 2020, principalement en France et en Belgique,. Elle a été téléchargée huit millions de fois en date de 2020.
L'entreprise est récompensée par le Digital Wallonia Startup Award dans la catégorie Acceleration. Ce prix vise à valoriser les entreprises wallonnes remarquables.
En avril 2022, tricount revendique plus de 5,2 millions d'utilisateurs connectés.

## Entreprise

### Fonctionnement
En 2020, l'entreprise compte six employés. Ses locaux sont situés dans un espace de travail partagé à Bruxelles.

### Financement
En 2016, tricount a levé 500 000 € auprès de Belcube, un fonds d'investissement belge. La start-up n'est toujours pas rentable en 2017,. Elle le devient en 2021, entre autres grâce à la publicité et à la vente de son abonnement "premium".